# Resolució 1395 del Consell de Seguretat de les Nacions Unides
La Resolució 1395 del Consell de Seguretat de les Nacions Unides fou adoptada per unanimitat el 27 de febrer de 2002.
Després de reafirmar la Resolució 1343 (2001), que va imposar sancions a Libèria pel seu suport als rebels durant la Guerra Civil de Sierra Leone, el Consell va restablir un panell d'experts per controlar el compliment de les restriccions relatives als embargaments d'armes i diamants en brut no oficials de Sierra Leone.
El Consell de Seguretat va assenyalar que la propera revisió semestral de les sancions contra Libèria estava programada abans del 6 de maig de 2002 i va reconèixer la importància de controlar les sancions. El grup d'experts establert en la Resolució 1343 es va restablir per un període de cinc setmanes que començaria a partir de l'11 de març de 2002. Es va demanar al grup que realitzés una auditoria independent del compliment per part del govern de Libèria amb les demandes del Consell de Seguretat i que informés el 8 d'abril de 2002 amb les seves conclusions i recomanacions.
La resolució va instruir al secretari general Kofi Annan per nomenar no més de cinc experts per al grup i formular acords financers per donar suport al seu treball. Finalment, tots els estats van ser convidats a cooperar amb el grup.